# Blasius Magyar

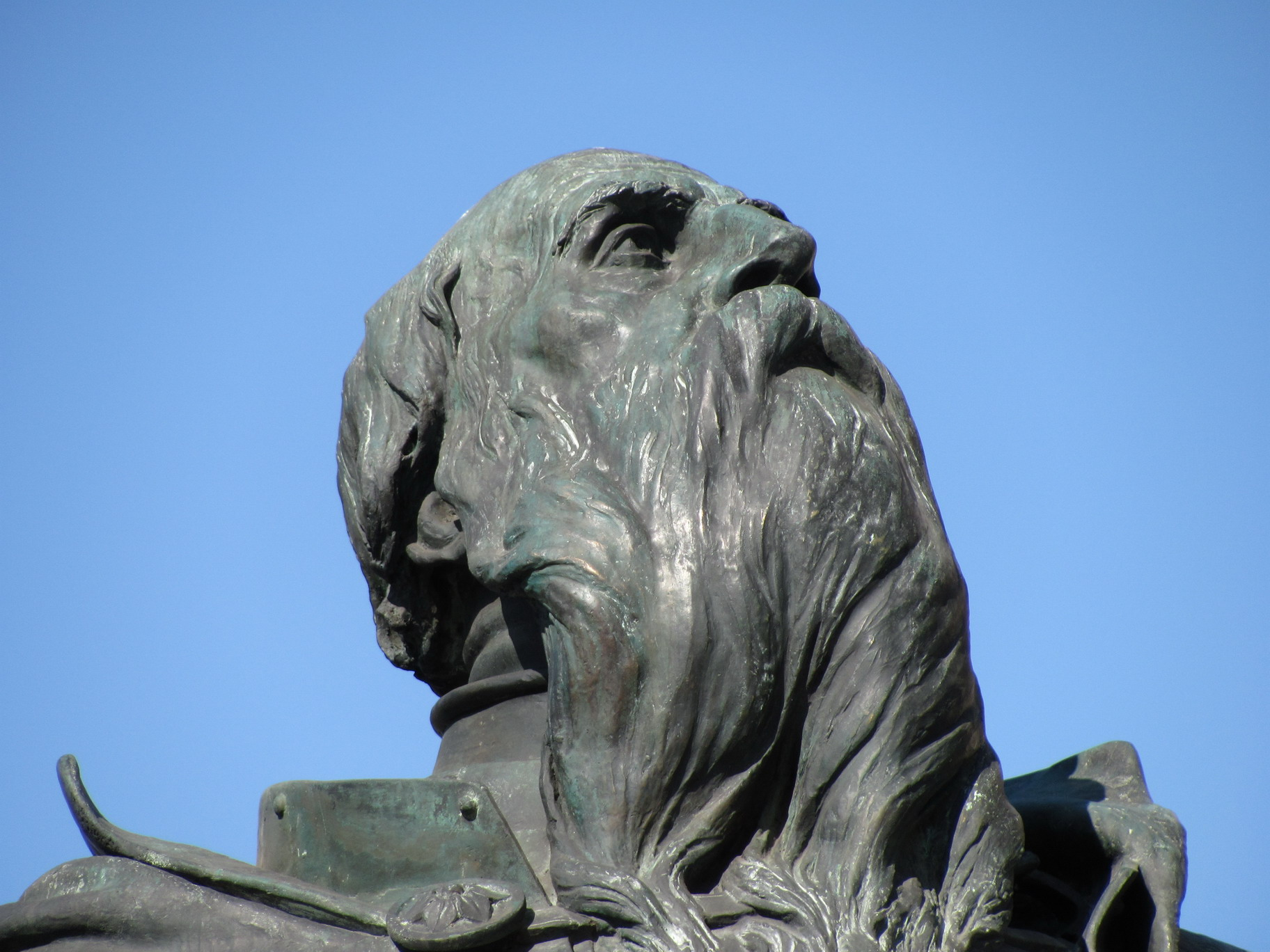
Blasius Magyar, Ansamblul monumental Matia Corvin din Cluj

Blasius Magyar, în maghiară Magyar Balázs, (d. 1490) a fost un comandant militar în Regatul Ungariei, originar din Mera. Și-a început cariera militară în timpul guvernatorului Ioan de Hunedoara și și-a continuat-o în timpul domniei fiului acestuia, regele Matia Corvin.
Din ordinul regelui Matia a întreprins o acțiune militară împotriva husiților din Boemia. În 1462 a ajuns comandant militar al „Țării de Sus” (Slovacia de astăzi). În 1470 i-a fost încredințată comanda asupra frontierei de sud a regatului, funcție cumulată cu titlul de ban al Croației. Între 1473-1475 a fost voievod al Transilvaniei, calitate în care a condus trupele ungare și secuiești trimise de Matia Corvin la sfârșitul anului 1474 în sprijinul lui Ștefan cel Mare, trupe care au contribuit la victoria coaliției moldo-ungaro-polone asupra aliaților otomano-munteni în Bătălia de la Vaslui.